# Raimond de Aguilers
Raimond de Aguilers sau de Agiles (n. secolul al XI-lea – d. secolul al XII-lea) a fost un cronicar participant la Prima cruciadă. El a însoțit trupele cruciate provenite din Provence, aflate sub comanda contelui Raymond al IV-lea de Toulouse, în marșul acestora către Ierusalim.
Raimond a primit educația clericală într-o mănăstire din Vézelay și orice urmă asupra persoanei sale dispare după Asediul Ierusalimului (1099) din 1099. Ca martor ocular al evenimentelor Primei cruciade, cronica lui Raimond constituie una dintre cele mai importante surse ale acestei cruciade. Dat fiind că, în cadrul descrierii, autorul inserează pe larg o serie de viziuni și elemente miraculoase ale cruciaților (de exemplu, descoperirea Sfintei Lănci cu care a fost împuns Mântuitorul pe cruce), unii dintre istoricii moderni nu iau prea în serios cronica lui Raimond. Cu toate acestea, descrierea pe care el o oferă asupra asediului Antiohiei din 1097–1098 poate fi considerată ca fiind cea mai autentică istorisire a acestui eveniment.
Cronica este intitulată Historia Francorum qui ceperunt Iherusalem și a fost tradusă din latină în franceza modernă la începutul secolului al XIX-lea de către François Guizot, în cadrul "Memoires sur l'histoire de France" (1824), XXI, p. 227–397. Textul latin a fost prima dată publicat de către Jacques Bongars (Gesta Dei per Francos, I, p. 139-183), iar apoi în cadrul Recueil des historiens occidentaux des croisades, 1866, pp. 235–309.